# 田中敬助
田中 敬助（たなか けいすけ、1862年7月5日（文久2年6月9日） - 1945年（昭和20年）1月22日）は、日本の医師。ツツガムシ病の研究で知られる。

## 経歴
現在の湯沢市出身。1888年に帝国大学医科大学を卒業した。卒業後は帰郷し、自宅で医院を開業した。1890年に公立横手病院長を兼任した。
1890年に私設の研究所である日本沙蝨病研究所を自宅に建て、ツツガムシ病の研究を行った。1892年に論文「日本洪水熱病原研究第一回報告」を皮切りに数多くの論文を執筆し、ダニが病気を媒介することを指摘した。具体的には1899年にツツガムシ病がケダニにより媒介されることを発見し、その成果を1906年に「日本のケダニ病について」としてドイツの伝染病学雑誌に発表した。1913年には「日本沙蝨病の研究報告」により医学博士となった。